# Convention constitutionnelle (usage en droit)
Ne doit pas être confondu avec Assemblée constituante.
Une convention constitutionnelle, également appelée convention de la Constitution, est une pratique implicite ou explicite, non écrite mais connue, acceptée et suivie par les acteurs politiques d'un État ou, éventuellement, par les partis politiques comme si cette convention était une règle de droit. À la différence de la coutume juridique classique, la convention ne nécessite pas l'intervention d'un juge pour créer la règle : celle-ci est définie par les acteurs politiques. D'où le terme « convention » qui renvoie à la notion d'accord, de contrat entre les parties (en l'espèce entre les partis ou entre les acteurs politiques). 
Par conséquent la valeur de la convention n'est pas identique à celle de la coutume : la coutume identifiée par le juge s'impose et n'est pas négociable. En ce qui concerne la convention constitutionnelle, elle peut être librement modifiée par les partis ou les acteurs politiques et aucun juge ne peut sanctionner sa violation. De tels exemples sont cependant rarissimes car si les différents acteurs politiques – qui sont par définition en concurrence – s'entendent sur des règles, ils ont peu de chances de les modifier.

## Exemples de conventions «constitutionnelles»

### Allemagne
- Bien que la Loi fondamentale ne permette une dissolution qu'en l’absence d’une majorité au Bundestag, la jurisprudence constitutionnelle a validé deux utilisations de la procédure alors que le chancelier avait conservé sa majorité, mais demandé à certains de ses députés de lui refuser leur confiance.

### Canada
Les conventions « constitutionnelles » procèdent des pratiques consacrées par l'usage et dont l'autorité est généralement reconnue par les citoyens canadiens et suivie par l'État dans l'organisation des pouvoirs publics. Toutefois, elles ne peuvent être appliquées par les tribunaux judiciaires en cas de rupture. Car, suivant le régime de monarchie constitutionnelle, la Couronne n'est juridiquement obligée que par la Constitution du Canada. Par conséquent, en sa qualité de détenteur unique de l'autorité politique, le monarque canadien demeure libre d'exercer son pouvoir en toutes autres circonstances (principe de la prérogative royale).
Ainsi, en dehors des dispositions de la Constitution, il est loisible à la Couronne d'exercer son gouvernement comme elle l'entend dans l'ordre public. Néanmoins, elle peut également saisir le Conseil privé de l'examen de l'acceptabilité sociale et de l'évaluation d'éventuelles incidences pratiques dans le cas où elle voudrait déroger à une convention constitutionnelle.
Exemples de conventions constitutionnelles :
- La Couronne nomme premier ministre le chef du groupe parlementaire qui détient la majorité des sièges à la Chambre des communes.
- Le monarque délègue ses pouvoirs, y compris la prérogative royale, au Gouverneur général.
- Le Gouverneur général sanctionne les lois adoptées par le Sénat et la Chambre des communes et ratifie les décrets en conseil.
- Le Conseil privé de la Reine pour le Canada délègue ses pouvoirs à un comité : le Cabinet (ou Conseil des ministres), présidé par le premier ministre.
- Le Cabinet est composé des personnes que le premier ministre propose à la Couronne, majoritairement des députés élus à la Chambre des communes.
- Le Sénat approuve les projets de loi adoptés par la Chambre des communes.
- D'après le Renvoi relatif à la Loi sur la Cour suprême, l'obligation d'avoir trois juges du Québec fait partie de la Constitution du Canada puisque c'est un compromis historique destiné à protéger le droit civil du Québec.
- L'indépendance du poursuivant est une convention constitutionnelle, d'après le rapport Trudeau II du commissaire fédéral à l'éthique Mario Dion sur l'affaire SNC-Lavalin[2].

### France
- Hors période de cohabitation, la politique de la nation est déterminée et, dans ses grandes lignes, conduite par le président de la République, bien que la Constitution en fasse une compétence du gouvernement.
- La politique étrangère et la défense font partie du « domaine réservé » du président de la République, c’est-à-dire qu’il conserve la primauté en période de cohabitation. Le président dispose d’un droit de regard sur le choix des ministres chargés de ces domaines.
- Hors cohabitation, le Premier ministre est tenu de démissionner si le président de la République en fait la demande[3]. Si le président décide d’organiser un référendum selon la procédure prévue à l’article 11 de la Constitution, le Premier ministre est tenu de le lui « demander » ; en 1972, Jacques Chaban-Delmas a « demandé » l’organisation d’un référendum sur l'élargissement de la CEE un mois après l’annonce de celui-ci par Georges Pompidou.
- Le Premier ministre est tenu de démissionner immédiatement après des élections législatives et une élection présidentielle.

### Royaume-Uni
- Selon la « convention de Salisbury », la Chambre des lords ne s’opposera pas en deuxième lecture à un projet de loi déposé par le gouvernement en application de son programme électoral.
- Selon la « règle de Ponsonby », les traités doivent être présentés au Parlement vingt-et-un jours avant leur ratification.
- Le monarque n’exerce la prérogative royale que sur le conseil du Premier ministre et du Cabinet.
- Si le Premier ministre perd la confiance des Communes, il doit soit démissionner, soit demander au monarque la dissolution du Parlement. Si le parti au pouvoir perd les élections générales, le Premier ministre remet immédiatement sa démission au monarque.
- Le Speaker de la Chambre des communes perd dès son élection à ce poste toute attache partisane ; les partis ne lui présentent pas de rivaux s’il veut faire renouveler son mandat de parlementaire.
- Londres est la capitale de facto du Royaume-Uni.

### Suisse
- La composition du Conseil fédéral est déterminée par la « formule magique ».